# Entrée dans la vie
Pour plus de détails, voir Fiche technique et Distribution.
Entrée dans la vie (russe : Вступление, Vstouplenie) est un film dramatique soviétique réalisé par Igor Talankine et sorti en 1963. Le film a obtenu le prix du jury à la Mostra de Venise 1963.

## Synopsis
Le film raconte la Seconde Guerre mondiale vue à travers les yeux de Volodia Yakoubovski (Boris Tokarev), un adolescent de Léningrad.

## Fiche technique
- Titre français : Entrée dans la vie ou Entrée en scène ou Introduction à la vie
- Titre original : russe : Вступление, Vstouplenie
- Réalisateur : Igor Talankine
- Scénario : Vera Panova, d'après son propre roman Valia & Volodia
- Photographie : Valeri Vladimirov et Vladimir Minaïev
- Montage : M. Kouzmina
- Musique : Alfred Schnittke
- Édition du service musical: Mina Blank
- Sociétés de production : Mosfilm
- Pays de production : URSS
- Date de sortie : 
  - Union soviétique : 6 mai 1963
  - Mostra de Venise : septembre 1963
- Langue : russe
- Format: noir & blanc - 35 mm - stéréo
- Genre : Drame, guerre
- Durée : 101 minutes

## Distribution
- Boris Tokarev : Volodia Yakoubovski
- Nina Ourgant : la mère de Volodia
- Youri Volkov : le père de Volodia
- Nikolaï Bourliaïev : Oleg
- Natalia Bogounova (ru) : Valia
- Lida Volkova : Lussia
- Lioubov Sokolova : la mère de Valia et Lussia
- Lioubov Malinovskaïa (ru) : tante Doussia
- Valeri Nossik (ru) : Romka
- Viktor Avdiouchko : Bobrov
- Stanislav Tchekan : capitaine
- Arkadi Troussov (ru) : oncle Fedia
- Maria Andrianova (ru) : femme avec un seau
- Vija Artmane : voisine lettonne
- Anna Zarjitskaïa (ru) : chef du wagon
- Lioubov Strijenova : Mania
- Zoïa Tolbouzina (ru) : Vera
- Velta Līne (lv) : une Lettonne
- Elena Maximova (ru) : propriétaire d'appartement
- Antonina Pavlytcheva (ru) : chef du wagon
- Alevtina Roumiantseva (ru) : une villageoise
- Inna Fiodorova (ru) : vieille femme au cimetière
- Lydia Chtykan (ru) : mère d'Oleg
- Vera Bourlakova (ru) : contrôleur dans le train (non crédité)
- Elizaveta Kouziourina (ru) : femme dans le train
- Elena Korovina : Loukia
- Natalia Tseligorova : Alena
- Vera Veliaminova : mère de Liza
- Alexandre Titov : contremaître à l'usine